# なんぷう号
なんぷう号とは、熊本県熊本市・人吉市と宮崎県都城市・宮崎市を結ぶ高速バスである。1981年に1日4往復において運行開始された。現在は1日14往復運行されている。

## 運行会社
- 九州産交バス
  - 担当営業所：高速営業所

- 宮崎交通
  - 担当営業所：宮崎中央営業所

## 沿革
- 1981年（昭和56年）10月 - 熊本 - 人吉 - 宮崎の高速特急「なんぷう号」4往復開設（産交2宮交2）、4時間40分 4列シート車（それぞれの車体色の窓下に金色のラインが入った専用車）
  - 当時の経路：交通センター - 県庁 - 熊本IC - 八代IC - 八代駅 - 国道219号 - 人吉ターミナル - 国道221号 - えびのIC - 宮崎IC - 宮交シティで運行
  - なお、「なんぷう号」開設以前には1955年3月から人吉 - 吉松間に普通バスが、その後1979年7月11日から人吉 - 小林間に急行バスが1日2往復産交と宮交で共同運行されていたが、「なんぷう号」開設時に廃止された。
  - 当時の交通センター-宮交シティ間の運賃は3,900円
- 1982年（昭和57年）11月 - 6往復に増便。
- 1988年（昭和63年）4月 - 福岡 - 人吉 - 宮崎高速特急「フェニックス号」3往復開設
- 1989年（平成元年）
  - 8月頃 - 宮崎始発着を宮交シティから宮崎駅前まで延伸
  - 12月 - 九州自動車道八代 - 人吉間開通、8往復、3時間59分。共通カラーの3列シート車となり、さらに車内水洗トイレも完備され、このほか車内豪華サービス付（テレビ・ビデオ、マルチステレオ、おしぼり・飲み物サービス）になり、定員を29名とした上でこれまでの座席定員（乗車順番）制から座席指定（事前予約）制に変更となった。八代地区においては乗降場所を八代ICに変更され、八代駅前には停車しなくなった。
- 1995年（平成7年）
  - 1月 - 人吉ターミナルが老朽化により閉鎖され、バスターミナルの機能は人吉産交に移管。これに伴い当路線も人吉産交に乗降場所を変更。
  - 7月 - 九州道人吉 - えびの間開通 2往復ノンストップ便開設（松の本 - 都城北間ノンストップ）、10往復に。ノンストップ3時間9分、各停便は3時間32分。尚、各停便においては開通後においても引き続き人吉産交に停車することになる（人吉ICを降りたのち、一旦人吉市内に乗り入れるルートとなる）ほか、新たに人吉南バス停を新設。
- 1999年（平成11年）12月 - 熊本IC経由（熊本県庁前 - 帯山中学前 - 西原 - 松の本 - 益城）から益城IC経由（熊本県庁前 - 自衛隊前 - 東町中央 - 益城インター口 - 益城）に経路変更。 12往復に。
  - うちノンストップ便6往復。所要時間は、ノンストップ便2時間54分 各停便3時間24分
- 2000年（平成12年）3月10日 - 競合していたJR急行「えびの」が廃止。
- 2004年（平成16年）4月頃 - 14往復に増便。 ノンストップ便が新たに小林ICに停車。
- 2006年（平成18年）4月頃 - 新たに人吉ICバス停が設置され（これまでフェニックス号ならびにトワイライト神戸号のみが停車していた）、ノンストップ便・各停便ともに停車することになる。これに伴い、これまで停車していた各停便の人吉産交への乗り入れが廃止され、運行開始以来初めて全線高速道路一本化となった。同時にノンストップ便はえびのICにも停車するようになる。
  - これに伴い、所要時間がノンストップ便3時間4分、各停便3時間14分となる。
- 2008年（平成20年）8月1日 - ノンストップ便が『益城』に停車。また、各停の1便が新八代駅前(東口)へ乗り入れ。
- 2009年（平成21年）
  - 9月1日 - 各停便の新八代駅経由を4往復に増便（運行本数は変わらず）。
  - 12月1日 - 熊本側発着点を熊本交通センターからJR熊本駅前まで延伸（運賃は熊本交通センター発着と同額）
- 2010年（平成22年）12月1日 - トワイライト神戸号（尼崎・神戸 - 熊本・鹿児島）の運行休止に伴い、関西と熊本県南部間の利便性低下を防ぐため、当路線（熊本交通センター - 新八代駅・人吉IC間のみ）とサンライズ号との間で乗継割引を実施[1][2]。
- 2011年（平成23年）
  - 4月1日 - ダイヤ改正ならびに運行内容を変更[3]。
    - 1日14往復のうちノンストップ便が宮崎行・熊本行とも10往復へ増便（各停便は4往復に減便）。
    - ノンストップ便も新たに八代ICに停車。同時に新八代駅経由を廃止（ノンストップ便・各停便ともに全便八代ICに停車する）。
    - 熊本側の発着場所を熊本駅から西部車庫まで延伸。

  - 10月1日 - 「宮崎駅」の停車場所が、駅構内西口に設けられていたバス乗り場から西口前のKITEN（宮崎グリーンスフィア壱番館）に新設された高速バスターミナルに移転。また、宮崎側の降車のみ停車していた「デパート前」停留所から「カリーノ宮崎前」停留所に停車場所を変更。
- 2013年（平成25年）7月1日 - えびのパーキングエリアにて10分間の途中休憩を挟んで運行。
- 2014年（平成26年）4月1日 - 小川バス停から「氷川高塚」バス停への名称およびバス停の位置が変更となる。
- 2015年（平成27年）10月1日 - 熊本市桜町一帯再開発事業におけるバスターミナル建て替えに伴い、熊本交通センター乗降場所を変更[4]。
- 2016年（平成28年）4月22日 - 熊本地震の影響で4月15日から運休していた運行を再開。但し、九州道の一部区間通行止めにより熊本県庁前－八代IC間は一般道迂回運行により「自衛隊前」から「八代IC」までの各停留所は停まらない。同年5月1日より通常運行に戻る（ただし九州道内一部復旧工事の影響に伴い「高速益城」バス停は復旧工事完了までの間全便通過）。
- 2017年（平成29年）
  - 4月1日 - ダイヤ改正。運行本数はそのままに、従前1日4往復8便運行していた各停便のうちの2往復4便をノンストップ便に変更。これにより各停便は1日2往復4便となり、宮崎行・熊本行とも朝・夕各1便のみの運行となる。
  - 5月22日 - 高速益城バス停での乗降扱いを再開。
  - 10月1日 - ダイヤ改正により運行内容を大幅変更[5]。
    - 一部停留所の大幅削減により、これまで停車していた下記の停留所は全便通過となり、宮崎行の宮崎市内における運行経路も一部変更（熊本行と同一化）。
      - 廃止バス停：両系統の八代IC・橘通一丁目（宮崎行の降車のみ）・カリーノ宮崎前（同）ならびに各停便の御船IC・松橋IC・氷川高塚・坂本・鮎帰・小鶴・山江・人吉南・高原IC

    - これまでのえびのPAにおける10分間休憩から、宮原SAと霧島SAの2箇所においてそれぞれ15分間ずつ（合計30分間）の休憩に変更。
- 2018年（平成30年）9月30日 - この日を以って車内ビデオ（DVD映画）サービスを終了。
- 2019年（平成31年・令和元年）
  - 4月1日 - 熊本駅前再開発工事着手に伴い、宮崎行きの乗り場がこれまでの「のりば3」（高速・特急バス専用）から、一般路線バス熊本交通センター方面乗り場と同じ「のりば1」へ変更。
  - 9月11日 - 熊本市桜町一帯再開発ビル（名称：SAKURAMACHI Kumamoto）完成に伴う同ビル内バスターミナルに乗り入れ開始により、熊本交通センター乗降場所を変更。名称もこれまでの「熊本交通センター」から「熊本桜町バスターミナル」に改称[6][7][8]。
- 2020年（令和2年）3月21日 - 新型コロナウイルスの世界的感染拡大の影響による利用客減少を受け、この日より同年4月24日までの期間においては14往復のうち3往復6便（熊本発3便・宮崎発3便）を運休。その後、翌4月25日 - 5月6日までの期間は6往復12便、5月7日 - 5月31日までの期間においては7往復14便が運休予定とするなど運休期間延長と対象便数を拡大[9][10]。その後も熊本県・宮崎県の感染拡大状況を鑑みながら増減便が繰り返されている。
- 2021年（令和3年）4月1日 - 熊本駅周辺再開発による駅前広場整備完了に伴い、宮崎行乗り場をのりば1（一般路線バス桜町BT方面）からのりば7（高速・特急・空港リムジン専用）へ変更。また、この日より宮崎交通便全便を3列シート車から4列シート車による運行へ変更（九州産交便は従来通り3列シート車で運行）。
- 2025年（令和7年）7月1日（予定事項） - 運賃改定ならびに乗車サービス内容の見直し[11]。
  - 熊本 - 宮崎間の片道運賃を4,750円から5,500円に値上げ。
  - 4枚綴り回数券（紙券・web券とも）・往復割引乗車券（同）・学割を廃止。
  - 都城北 - 宮崎駅間は宮崎行きは降車のみ・熊本行きは乗車のみの扱いに変更（宮崎側のクローズドドア区間の拡大）。

## 運行経路・停車停留所
太字は停車停留所。全便西部車庫 - 高速益城（各停便は益城インター口）間ならびに宮交シティ - 宮崎駅相互間のみの利用は不可。2019年9月11日現在。
- ノンストップ便 - 高速道上の一部区間無停車。1日12往復

西部車庫 - 熊本駅前 -  熊本桜町バスターミナル - 通町筋 - 味噌天神 - 水前寺公園前 - 熊本県庁前 - 自衛隊前 - 東町中央 - 益城インター口 - 益城IC - （九州自動車道） - 高速益城 - 人吉IC - えびのIC - えびのJCT - （宮崎自動車道） - 小林IC - 都城北 - 宮崎IC - 宮交シティ -  宮崎駅
- 各停便 - 高速道上の主要停留所に停車。1日2往復

西部車庫 - 熊本駅前 -  熊本桜町バスターミナル - 通町筋 - 味噌天神 - 水前寺公園前 - 熊本県庁前 - 自衛隊前 - 東町中央 - 益城インター口 - 益城IC - （九州自動車道） - 高速益城 - 城南 - 宮原 - 人吉IC - えびのIC - えびのJCT - （宮崎自動車道） - 飯野 - 小林IC - 高崎東 - 都城北 - 高城 - 田野東 - 清武 - 宮崎IC - 宮交シティ - 宮崎駅
- 宮崎行きは、熊本駅前は7番のりばから、熊本桜町バスターミナルは5番のりばから発車する。熊本行きは、宮崎駅は西口前の高速バスターミナル（「KITEN」1F）Bのりばから、宮交シティは5番のりばから発車する。
- 両系統とも宮原SAと霧島SAにおいてそれぞれ15分間ずつの途中休憩をおこなう。
- 全便座席指定制で、乗車の際は事前の予約が必要。SUNQパスは全九州版＋下関版・南部九州版が使用可能（熊本県内間のみの利用であっても北部九州＋下関版は使用不可）。
- 以前は午後に1便ずつそれぞれの出発地側の運行会社便が担当する泊まりダイヤが組まれていたが、現在は午前中に出発地側・午後はその反対側に統一され、泊まりダイヤは廃止されている。

## 使用車両ならびに車内設備
- ハイデッカーまたはスーパーハイデッカー
  - 九州産交バス　※ ☆印は福岡 - 宮崎線「フェニックス号」との共通運用
    - 日野・セレガ（セレガR KL-RU1FSEA（SHD）☆・2代目セレガ ADG-RU1ESAA（SHD）☆・PKG-RU1ESAA☆・QPG-RU1ESBA☆）
    - 三菱ふそう・エアロクイーン（BKG-MS96JP☆）
    - 三菱ふそう・エアロバス/エアロエース（KC-MS829P・LKG-MS96VP☆）
    - ヒュンダイ・ユニバース（LDG-RD00）

  - 宮崎交通
    - 日野・セレガ（2TG-RU1ASDA）
    - 三菱ふそう・エアロエース（QRG-MS96VP）
- 3列（2＋1列）シート（九州産交）　※一部便は3列独立シート車も使用される。
- 4列（2＋2列）シート（宮崎交通）
- トイレ　※宮交便はパウダールームあり
- 毛布（膝掛け）
- 座席コンセント
- Wi-Fi（無線LAN）　※九州産交便の一部車両のみ

### 車両について
- 運行開始当初は両社とも通常の一般観光タイプ4列シート車で、車体には両社それぞれ一般路線車と同一の塗装に加え窓下に金色のラインが引かれたものが専用車として使用されていた。1989年に車両リニューアルがおこなわれ、車内に水洗トイレを完備し座席幅を従来より広げた29人乗り3列シート車[注 4]に変更となり、塗装は両社とも下の写真の通り当路線専用共通カラーリングが採用された。その後車両経年化により共通カラーは車両代替とともに廃止され、現在はそれぞれ別々の塗装（両社とも自社高速車用カラー）になっている。また、2021年4月1日運行分より宮崎交通便は4列シート車による運行に変更された。
- 原則的に両社とも専用車両が用意されているが、九州産交便においては一部に夜行便と同様の仕様である3列独立シート車が充当されている。これらの車両は、「フェニックス号」との効率運用を目的としたもので、同路線に向けての送り込みの要素を兼ねており、当路線で宮崎までの運用後にフェニックスの運用に入り、フェニックスにおいて1～2往復運用後、当路線の運用において熊本へ帰るというシフトが採られており、実質的に両路線兼用車としての位置付けがなされている。また、時としてフェニックス号専用車（福岡常駐[注 5]）も定期点検や車検その他車両都合時には当路線の運用において熊本-宮崎間を出入りする（その際には代替として当路線の車両がフェニックスの運用に入る）。
- 多客時期における続行便の場合においては、トイレ無しの4列シート車または貸切車となることもある。

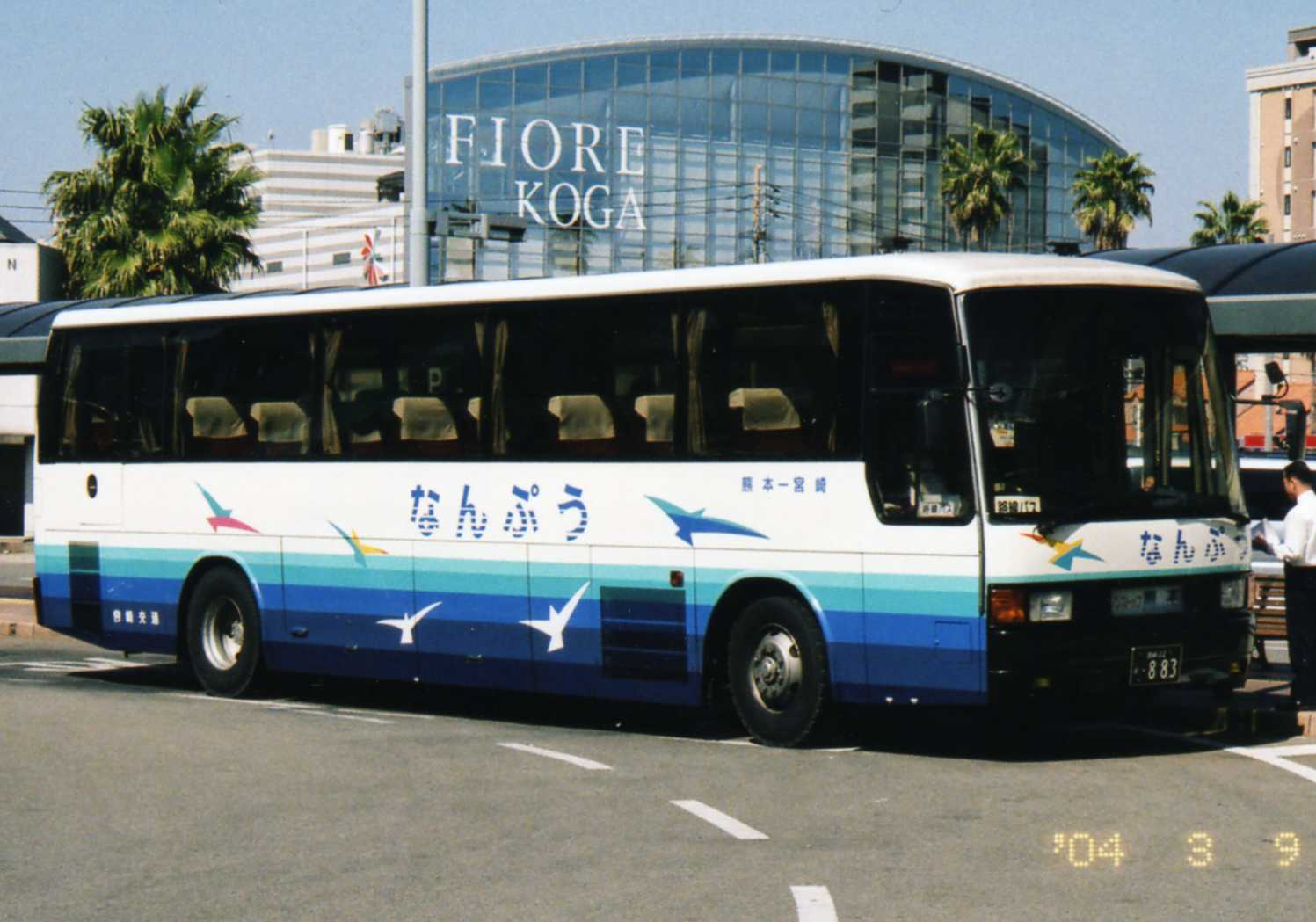
1989年の車両リニューアル時より使用されていたかつての両社共通塗装車[注 6] （写真は宮崎交通）
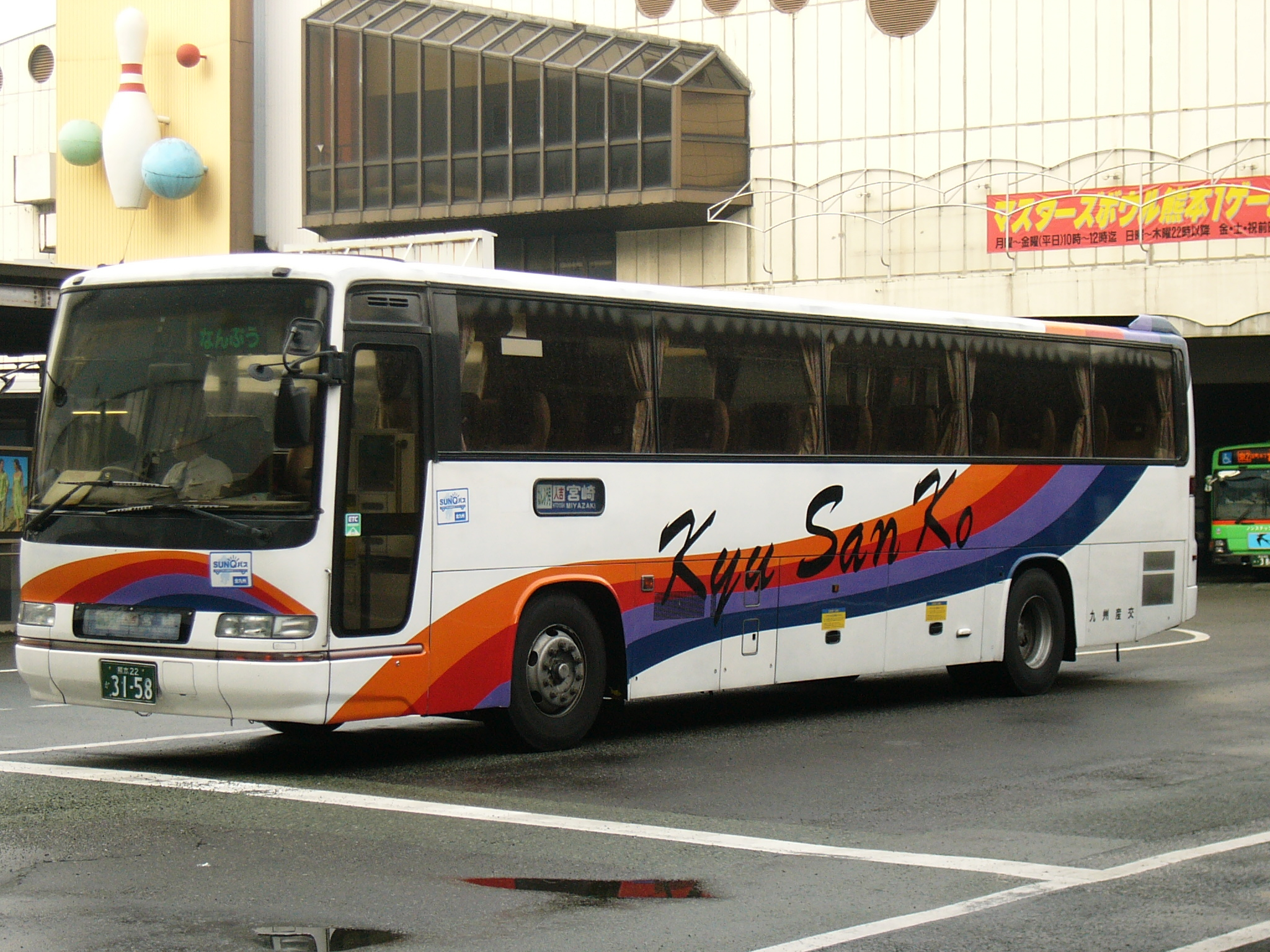
自社独自カラーとなって導入された3代目車両　日野・セレガFS（初代） （九州産交バス）
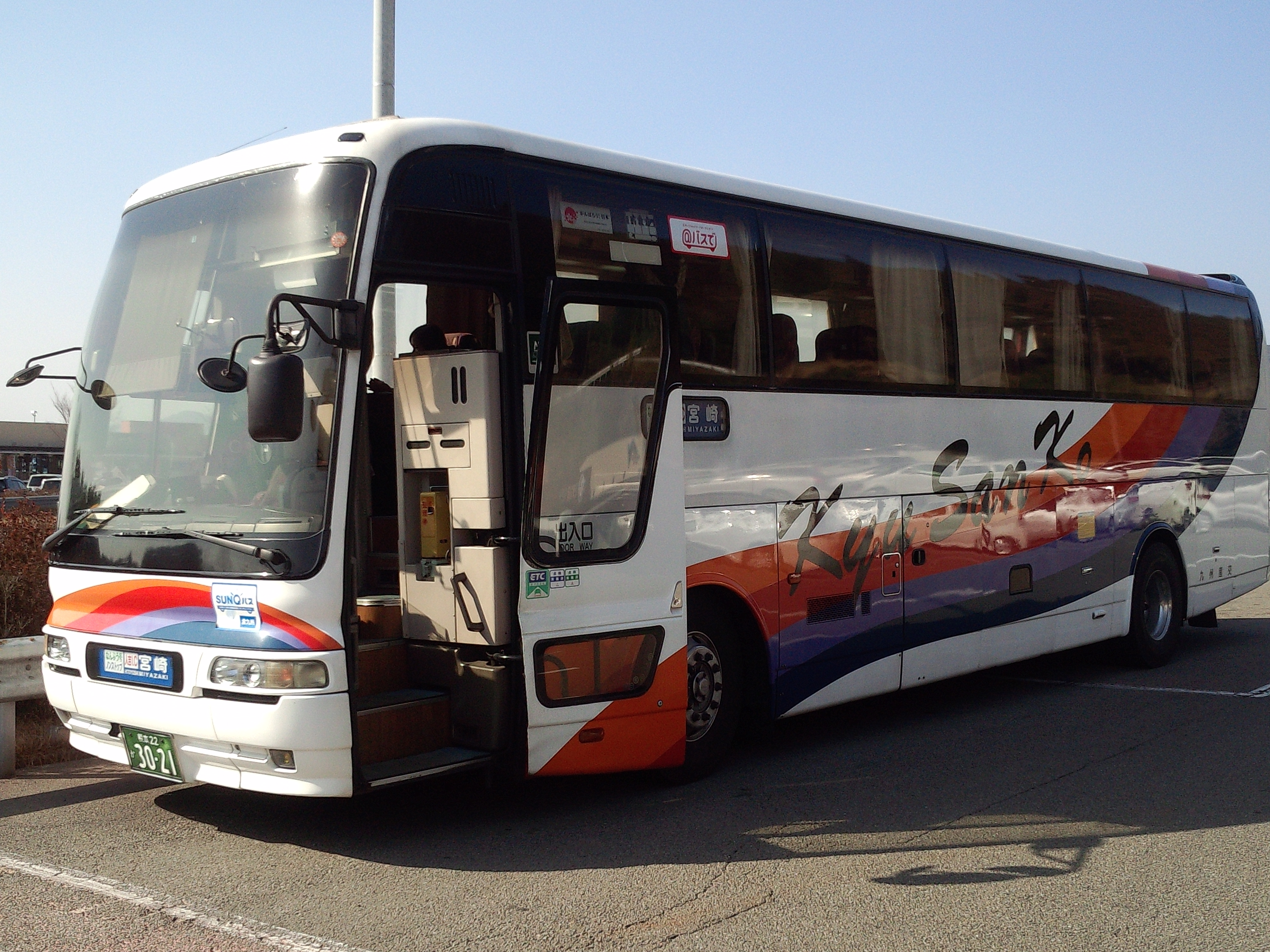
元本州向け夜行車両で、2010年代に入り当路線に転用された三菱ふそう・エアロクイーン （九州産交バス）
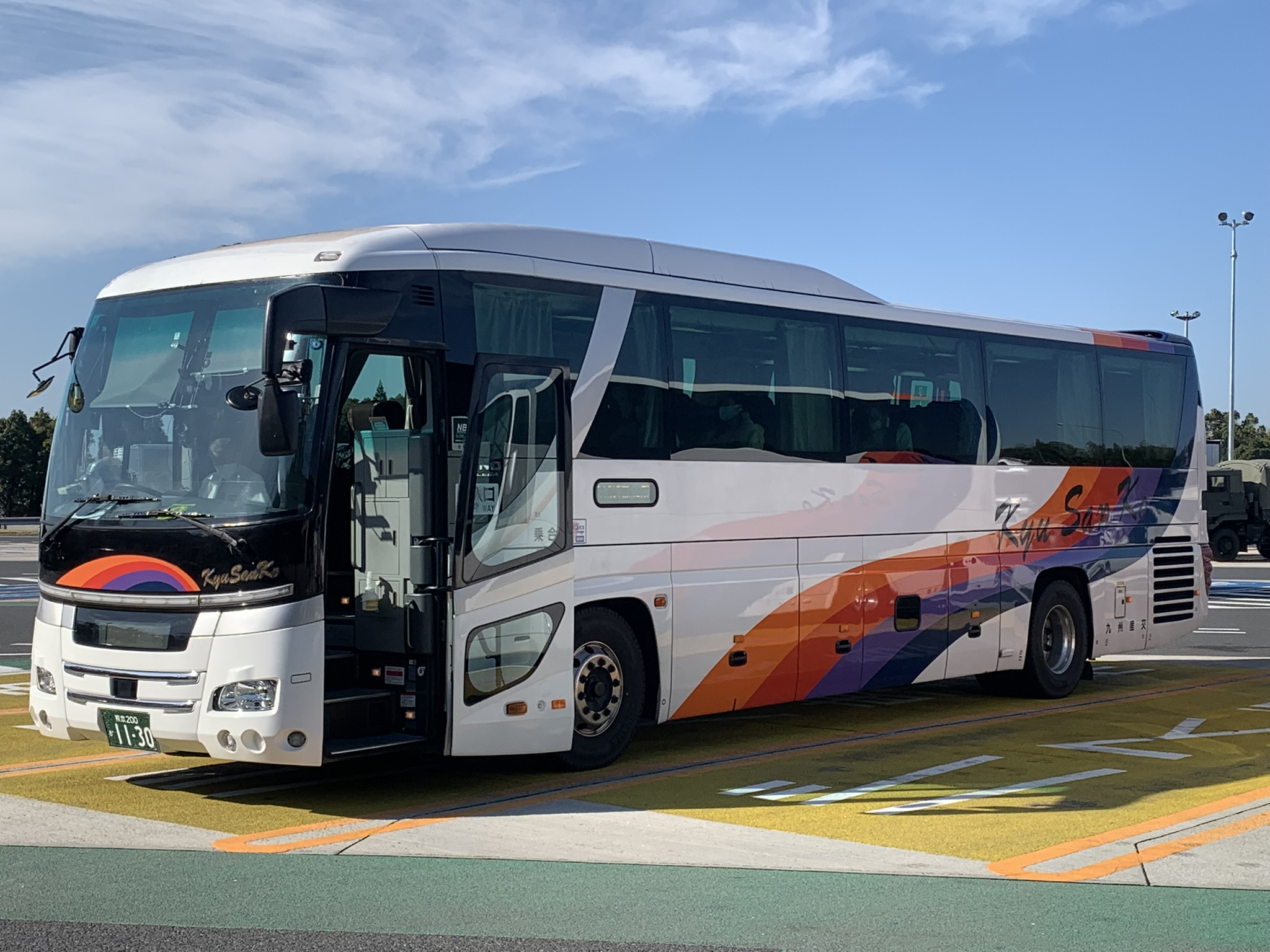
フェニックス号・本州夜行と共通運用される3列独立シート車 日野・セレガHDインターシティ （九州産交バス）
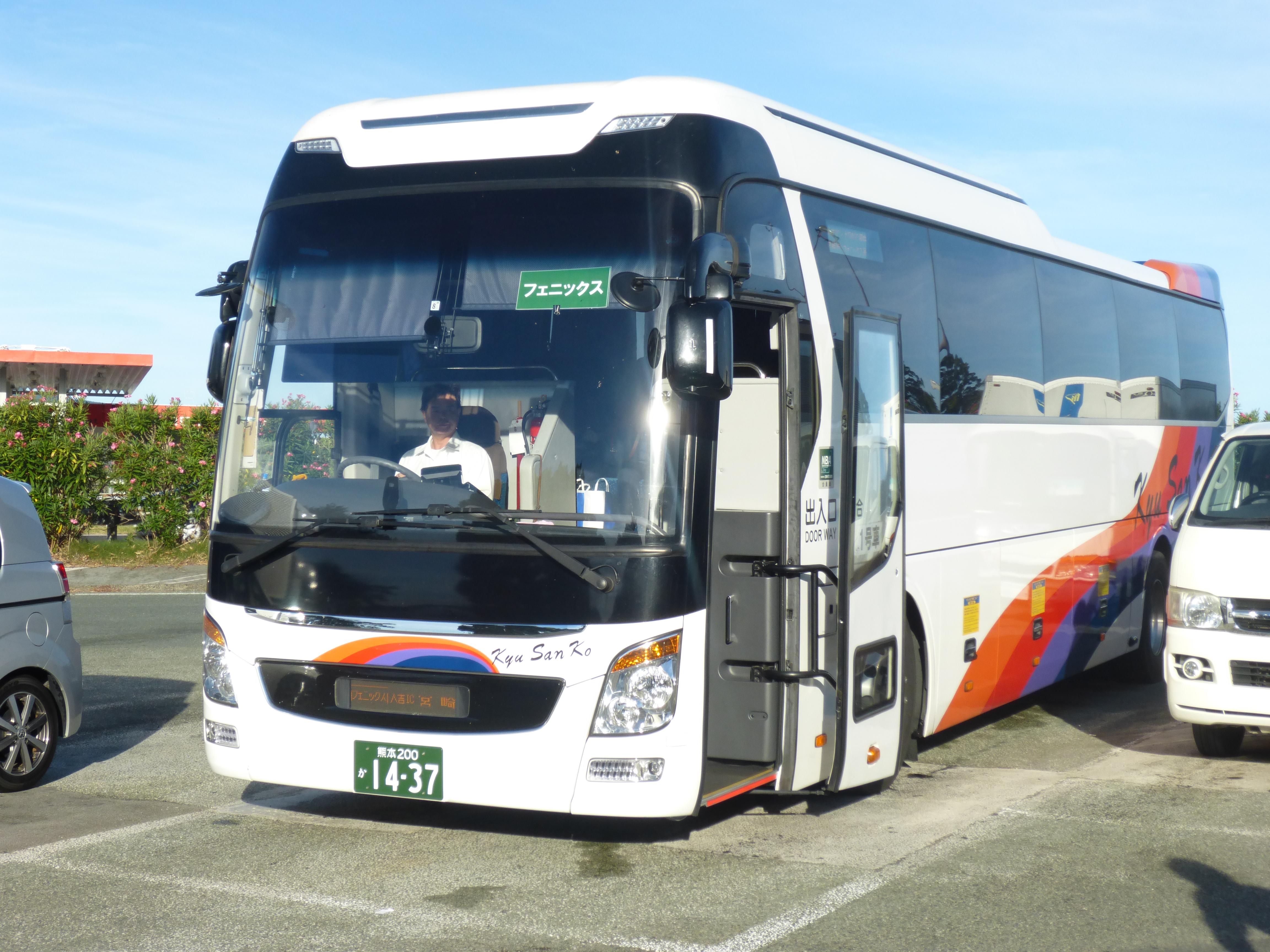
元はフェニックス号との共通運用だったが、近年は専ら当路線で使用される韓国製輸入車　ヒュンダイ・ユニバース （九州産交バス）
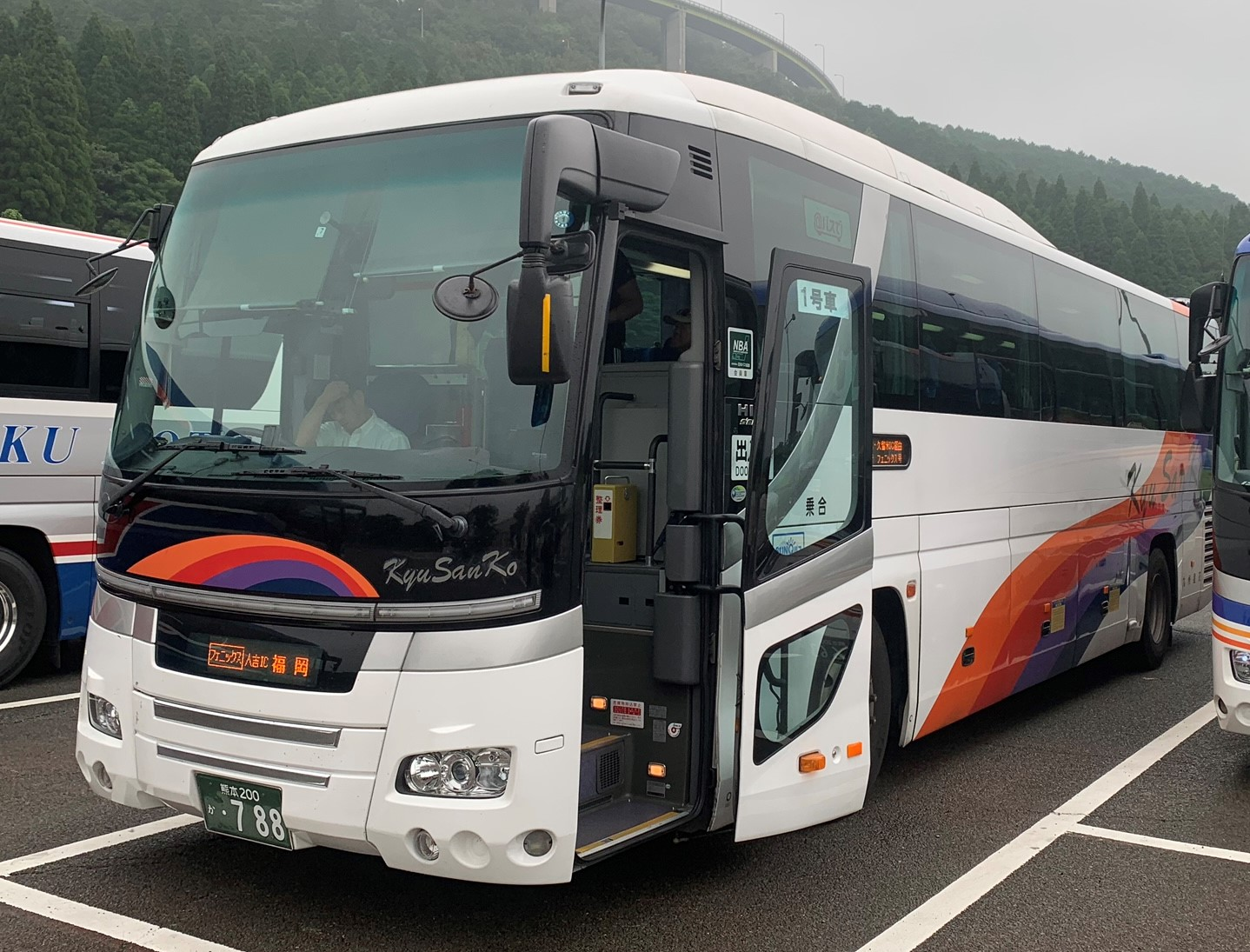
本来はフェニックス号専用車（福岡常駐）のため通常当路線には使用されないが、車両都合時には当路線の運用にて出入りする　日野・セレガHD （九州産交バス）
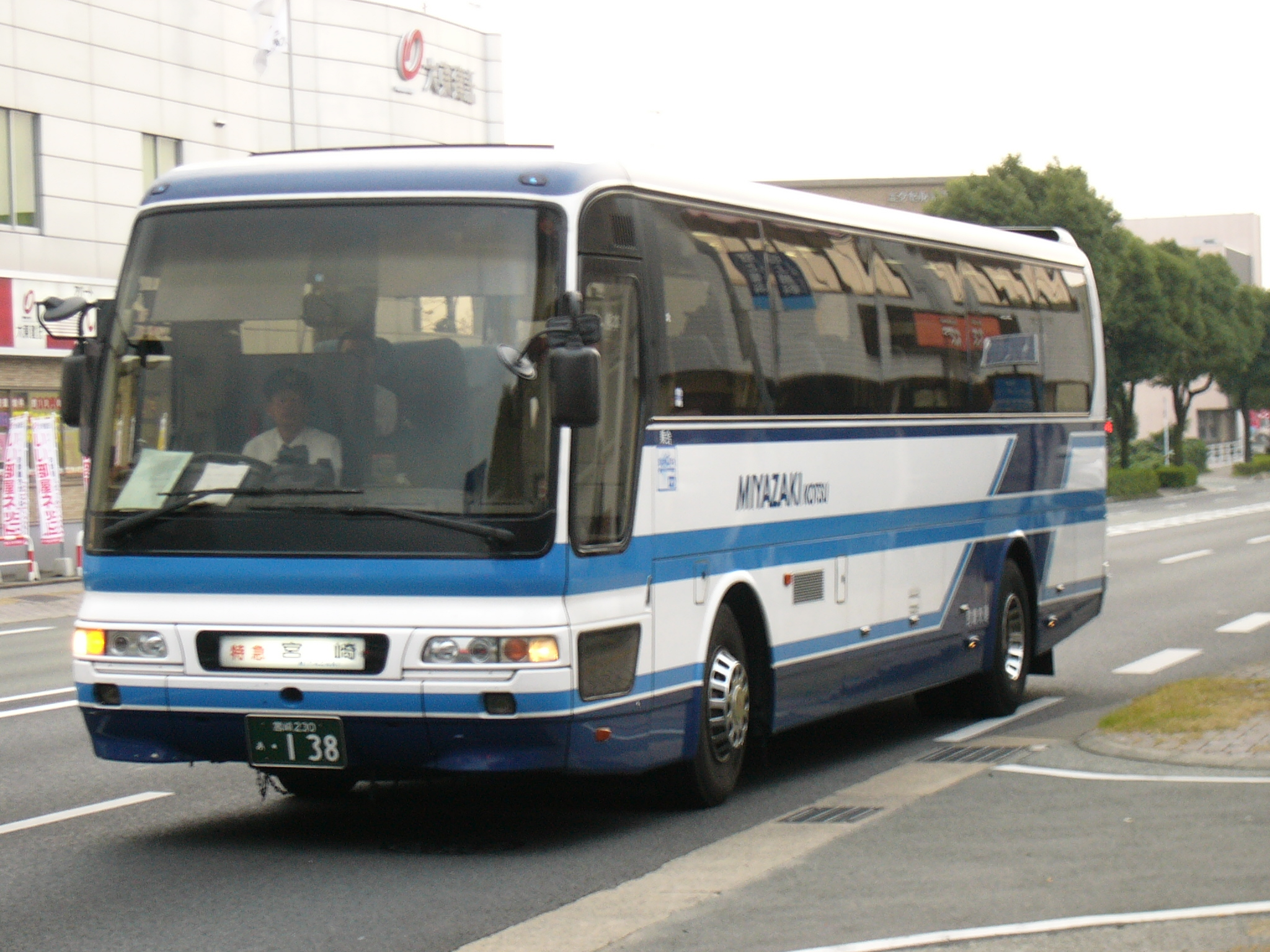
自社独自カラーとなって導入された3代目車両　三菱ふそう・エアロバス （宮崎交通）
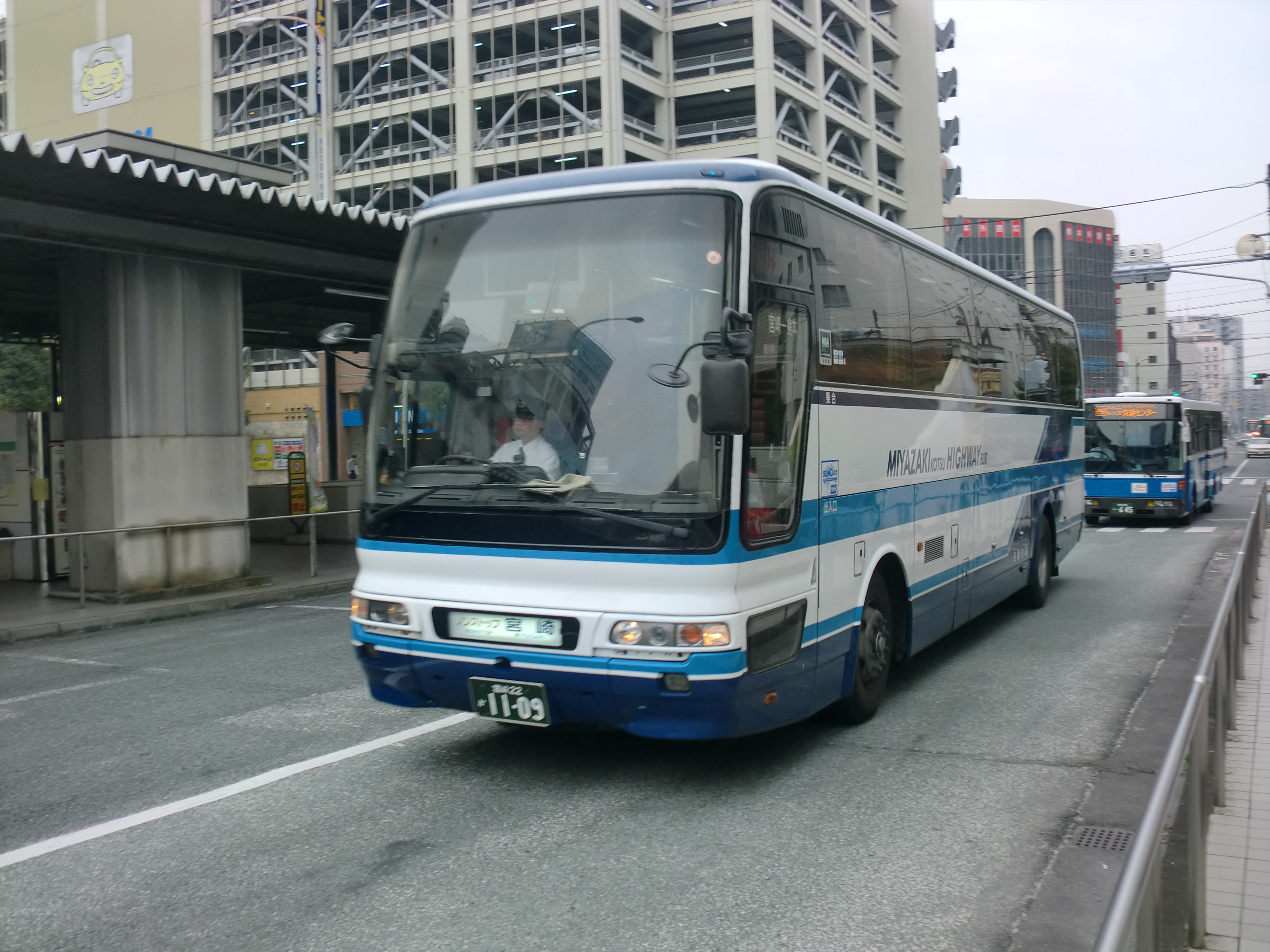
元フェニックス号専用車で、自社カラーに塗り替えられ当路線に転用された三菱ふそう・エアロクイーン （宮崎交通）